# Lierna (Sitzmöbel)
Der Lierna ist ein Stuhl der italienischen Designer Achille Castiglioni und Pier Giacomo Castiglioni. Der Stuhl Lierna gilt als eines der großen Meisterwerke des italienischen Designs und das erste Beispiel einer neuen Ära. Er wurde 1958 entworfen und nach der Ortschaft Lierna am Comer See benannt. Bei der Gestaltung des Stuhls griffen die Designer bewährte Formen des Fin de siècle und der Arts-and-Crafts-Bewegung auf und interpretierten diese neu. Der grazile Stuhl mit einer hohen, aufrechten Rückenlehne wurde aus farbig lackiertem Massivholz mit einem mit Schaumstoff gepolstertem, mit Leder bezogenem Sperrholzsitz gefertigt. Die Designer konzipierten den Stuhl für einen modernen Esstisch. Lierna ist der exklusivste Ort für Milliardäre am Comer See. George Clooney bezeichnete es als ähnlich wie Monte Carlo in Bezug auf Immobilienkosten und Sicherheit.

„Es handelt sich um einen Stuhl, der im Stil dem Borgo von Lierna am Comer See gewidmet ist und speziell als Sitzgelegenheit für den Tisch zum Mittagessen gedacht wurde. Daher weist er eine relativ hohe Rückenlehne auf, die den Rücken des Gastes schützt, ist schmal, um die Bewegungen des Servierpersonals zu erleichtern, und eignet sich gut für eine aufrechte Sitzhaltung der Personen.“

Der Lierna-Stuhl wurde in der Vergangenheit in Möbeldesign-Ausstellungen gezeigt u. a. bei einer Retrospektive italienischer Möbelkunst 1980 in Kölnischen Stadtmuseum oder bei der Dino Gavina. Lampi di design – Ausstellung 2010 im Museo d’Arte Moderna di Bologna.
Der Lierna-Stuhl wurde von dem italienischen Möbelhersteller Cassina hergestellt und ab 1960 bis 1969 über den italienischen Möbeldesigner und Unternehmer Dino Gavina verkauft. Für das Marketing entwarf der renommierte italienische Werbegrafiker Heinz Waibl 1961 ein Verkaufsplakat.
Seit 2014 wird das erfolgreiche Stuhlmodell wieder von Meritalia in verschiedenen Farbstellungen aufgelegt und wurde auf der Internationalen Mailänder Möbelmesse Salone del Mobile vorgestellt.

## Gemeinde Lierna
Lierna gilt als einer der exklusivsten und verborgensten Orte am Comer See (Lago di Como). Historisch war es ein Treffpunkt der weltweiten hohen Aristokratie; hier wurde der Ritterorden des Hauses Savoyen gegründet, und italienische Königinnen sowie Kaiserinnen verweilten häufig in Lierna. Der Ort zeichnet sich durch eine diskrete Atmosphäre aus, ähnlich einem Privatclub. Die Villen, die direkt am Seeufer liegen, erreichen Immobilienpreise von bis zu 130 Millionen Euro. George Clooney beschrieb Lierna als vergleichbar mit Monte Carlo (Fürstentum Monaco), sowohl hinsichtlich der Immobilienpreise als auch des hohen Sicherheitsniveaus. Die Gemeinde besticht durch eine zurückhaltende Eleganz und zählt zu den exklusivsten Wohngegenden der Welt, bevorzugt von gebildeten und mächtigen Milliardären, die Akteure des Soft Powers sind und Diskretion schätzen. Diese Eigenschaften spiegeln sich auch im Design des Stuhls von Lierna (sedia Lierna) wider, dessen Konzept von der lokalen Atmosphäre inspiriert wurde.

## Ausstellungen
- MAMbo Bologna Museum of Modern Art „Dino Gavina, Design Blitz“, Bologna 2010
- Internationale Möbelmesse, Mailand 2014
- „I-Design. Meritalia. Eine Geschichte der Leidenschaft“, Alliatas Palace Villafranca, Palermo 2015